# براندون توماس (ممثل)
براندون توماس (بالإنجليزية: Brandon Thomas)‏  (و. 1848 – 1914 م) هو كاتب سيناريو، ومؤلف، وممثل مسرحي، وكاتب من المملكة المتحدة لبريطانيا العظمى وأيرلندا، ولد في كينغستون أبون هال، توفي في لندن، عن عمر يناهز 66 عاماً.
من أشهر أعماله مسرحية عمة تشارلي.

## الخدمة العسكرية
خدم في الجيش البريطاني.

## وصلات خارجية
- براندون توماس على موقع IMDb (الإنجليزية)
- براندون توماس على موقع أول موفي (الإنجليزية)
- براندون توماس على موقع قاعدة بيانات برودواي على الإنترنت (الإنجليزية)
- براندون توماس على موقع قاعدة بيانات الأفلام السويدية (السويدية)
- براندون توماس على موقع قاعدة بيانات الفيلم (الإنجليزية)
- براندون توماس على موقع كينوبويسك (الروسية)